# Mycetaea subterranea
Mycetaea subterranea là một loài bọ cánh cứng trong họ Mycetaeidae. Loài này được Fabricius miêu tả khoa học năm 1801.